# 임천 칠산서원 목판
임천 칠산서원 목판은 충청남도 부여군 부여읍에 있다. 2006년 2월 27일 부여군의 향토문화유산 제81호로 지정되었다.

## 개요
시남 유계(1607∼1664)가 집필한 가례원류, 가례원류속록, 시남문집, 계사년유윤왕복서, 시남사계, 시남연보 등 관련된 480여 판이 현존해 있다. 병자호란과 관련된 정국과 사회양상, 역사관, 경제관, 문학관을 엿볼 수 있는 귀중한 자료이다.

## 같이 보기
- 유계(兪棨)
- 칠산서원 - 충청남도 문화재자료 제102호